# Julia Gardiner Tyler
Julia Gardiner Tyler (n. 4 mai 1820 - d. 10 iulie 1889) a fost a doua soție a lui John Tyler, al zecelea Președinte al Statelor Unite ale Americii. A fost Prima Doamnă a Statelor Unite ale Americii între 1844 și 1845.